# 黑魔女2
是一部於2019年上映的美國黑暗奇幻電影，由喬奇姆·羅寧執導，琳達·沃爾夫頓、諾亞·哈波斯特和米卡·菲茨曼-布盧編劇，為2014年電影《黑魔女：沉睡魔咒》的續集，由安祖蓮娜·祖莉、艾麗·芬寧、奇維托·艾吉佛、山姆·萊利、艾德·斯克林、伊美黛·史道頓、茱諾·坦普、蕾絲莉·蔓薇爾以及蜜雪兒·菲佛主演。
《黑魔女2》於2019年10月18日在美國上映，並由華特迪士尼工作室電影發行。

## 劇情
精靈魔域裡不斷發生有精靈族失蹤的情形，而一些人類盜獵者也被發現慘死在兩界的交界處，使人類對精靈魔域的恐懼又更深，一名人類盜墓者在捕獲一隻蘑菇精靈和一朵墓之花，一種生長在精靈族墳墓上的生死花後祕密帶回王宮裡，疑似有著不為人知的交易…………。
五年後，長大成人的奧蘿拉接受了菲利浦王子的求婚，而奧蘿拉滿懷期待地欲將這份喜悅之情分享給神仙教母梅菲瑟時，梅菲瑟嚴肅的拒絕奧蘿拉，曾經對愛情懷抱憧憬的梅菲瑟在見識到人類的貪婪和慾望後早已不再相信，即使如此在奧蘿拉苦苦哀求下當天晚上梅菲瑟還是答應出席由菲利浦王子的父母—約翰國王和英格麗王后邀請的晚宴。約翰國王和兒子一樣，認為人類和精靈族必須要和平共存才能帶來太平盛世，但驍勇善戰的英格麗王后卻不這麼認為，並背著國王偷偷在城堡底下興建軍火庫，日以繼夜的生產鐵製武器，準備有朝一日對付梅菲瑟，晚宴時英格麗王后甚至搬出奧蘿拉小時候的遭遇處處譏諷梅菲瑟，並話中有話的刺激梅菲瑟要將奧蘿拉帶離她身邊，約翰國王在梅菲瑟怒火中燒時突然昏倒無法甦醒，王后藉機加油添醋的表示是梅菲瑟對國王下咒，受到驚嚇的奧蘿拉以為梅菲瑟真的詛咒國王，不斷請求梅菲瑟解除詛咒，認為不被信任的梅菲瑟帶著迪亞佛直接飛離城堡，此時搶先一步趕到烽火塔頂上的王后得力助手基爾達朝梅菲瑟開槍，中槍的梅菲瑟失去法力墜入河中，隨著瀑布掉進海底，迪亞佛被打回人形墜回精靈魔域，正當基爾達以為已經眼睜睜看的梅菲瑟死亡時，突然出現一位外貌與梅菲瑟相似的有翼精靈將她救走，此時英格麗王后才知道梅菲瑟還有同伴。
獲救的梅菲瑟在一個不見天日的地下世界遇到一群和自己一樣有著一對大翅膀和犄角的精靈們，其中激進派的領袖波拉提倡精靈們必須要向人類宣戰，奪回自己的主權，另一方面和平派的領袖康納爾則是提倡必須要和人類談妥和平共存的條件，雙方才能夠得以永續。康納爾告訴梅菲瑟，她和他們都是屬於一個叫「黑仙族」的精靈，而法力高強的梅菲瑟則是目前唯一繼承黑仙族祖先「鳳凰」能力的後代，受到人類迫害的黑仙族現今只能在這個不見天日的地下世界生活，而梅菲瑟身為黑仙族卻撫養一個人類還當她的神仙教母，回想起晚宴當天奧蘿拉看著自己不信任的眼神，梅菲瑟灰心的說出自己並沒有任何人類的孩子。
另一方面在精靈魔域找不到梅菲瑟的奧蘿拉傷心之餘只能先和菲利浦王子一起住在城堡裡，每天和王公貴族們社交喝下午茶，但二十多年來過的無拘無束的奧蘿拉其實非常不能習慣這些華服美饌配上繁文縟節，她忍不住向菲利浦抱怨，菲利浦保證奧蘿拉不需要做任何改變，王后特別派基爾達向精靈魔域宣告王子和公主大婚之日當天，所有精靈族都被允許參加婚禮。一位被王后囚禁的地精研究出從墓之花裡提煉出的成分若與鐵融合便能製造出將精靈族打回原形的武器，但墓之花數量不足無法大量生產，英格麗王后便派遣軍隊到精靈魔域的陵園大肆採集墓之花，感受到陵園遭破壞的梅菲瑟飛奔趕回，卻還是見到一片狼藉，尚未完全撤離的軍隊見到梅菲瑟與隨後趕到的波拉用埋伏的方式偷襲他們，梅菲瑟即將喪命之際康納爾及時趕到救了梅菲瑟一命，卻也身受重傷，波拉只好先帶著梅菲瑟和僅剩一口氣的康納爾回到黑仙族的棲地。見到康納爾下場的波拉立刻起義帶著黑仙族向人類進攻，同時英格麗王后的軍火庫開始大量製造專門對付精靈族的粉末砲彈，並在菲利浦和奧蘿拉大婚這天將所有精靈族誘騙至城堡裡打算一網打盡，而毫不知情的菲利浦和奧蘿拉還在為了婚禮做準備。此時菲利浦打破婚前新人雙方不能見面的習俗偷偷帶著一朵墓之花送給奧蘿拉，奧蘿拉一臉疑惑地詢問這是從何處得手，菲利浦只回答是王后給的就離開房間，奧蘿拉這才驚覺英格麗王后意圖不軌，趁著侍衛不注意離開房間後意外走進王后的更衣間，奧蘿拉發現其中一具人形模特兒的頭歪了一邊，好心幫它喬回正面卻發現通往軍火庫的秘密通道，軍火庫的小房間裡藏著當年被梅菲瑟詛咒的紡織機，受過詛咒的奧蘿拉與紡織機之間有股神祕的力量吸引彼此，當奧蘿拉靠近紡織機時，看到幻象指出原來約翰國王會突然沈睡不醒並非梅菲瑟所為，而是英格麗王后趁亂將藏在身上的紡錘刺傷約翰國王，紡織機的詛咒經過多年依舊有效。年輕時的英格麗王后還是一國公主時，自己的國家曾經因為寒冬糧食短缺，見鄰近的精靈魔域大地豐饒，年輕的英格麗公主與哥哥認為應該要向精靈魔域奪取資源度過飢荒，但當時的國王卻只派遣公主的哥哥去向精靈族談條件，得到的卻是一具屍體作為回答，憤怒的人民推翻皇室，逼得英格麗公主下嫁約翰國王，眼見丈夫與兒子重蹈當年覆轍，為了不讓冀望和平的約翰國王破壞自己的計畫，英格麗王后不惜詛咒自己的丈夫陷入沉睡也要奪權宣戰，誓言殲滅所有精靈族。
奧蘿拉靠著巧計擺脫侍衛的監視，並將王后的計畫告訴菲利浦，此時波拉率領黑仙族殺入城堡，雙方陷入一場混戰。原以為是來參加婚禮的精靈們被關在教堂裡受到粉末砲彈的攻擊，只有迪亞佛因為一開始沒被認出是化成人形的烏鴉而倖免於外，被粉末擊中的精靈們都被打回原形，最後藍花仙子犧牲自己拯救其他同伴，而被粉末擊中的黑仙族則是直接灰飛煙滅。繼承康納爾遺願的梅菲瑟趕到城堡卻發現族人們受害而開始破壞砲台，一樣秉持和平的奧蘿拉為了阻止梅菲瑟大開殺戒衝上烽火塔頂，卻遭英格麗王后從背後暗算，梅菲瑟為了保護奧蘿拉被裝有粉末的十字弓擊中，整個人瞬間變成一地灰燼，傷心欲絕的奧蘿拉以為永遠失去神仙教母時，梅菲瑟突然從灰燼復活變成一隻巨大黑鳳凰朝英格麗王后逼近，嚇到花容失色的王后為了自保，情急之下將奧蘿拉推下塔頂逃跑，所幸梅菲瑟成功救下奧蘿拉，而英格麗王后則是遭其他黑仙族精靈逮住後，被梅菲瑟變成山羊。戰爭結束後，奧蘿拉請求梅菲瑟以「母親」的身分陪伴自己完成婚禮，梅菲瑟則要求菲利浦發誓會永遠的深愛「女兒」奧蘿拉，婚後將定居在城堡的奧蘿拉捨不得梅菲瑟離開，梅菲瑟則表示等未來兩人的孩子滿月受洗時，她們就會再相見。

## 演員
- 安祖蓮娜·祖莉 飾 梅菲瑟
- 艾麗·芬寧 飾 愛洛（英语：Aurora (Disney)）公主
- 蜜雪兒·菲佛 飾 英格麗王后（Queen Ingrith）
- 奇維托·艾吉佛 飾 康納爾（Connal）
- 山姆·萊利 飾 迪瓦華（Diaval）
- 艾德·斯克林 飾 巴拉（Borra）
- 伊美黛·史道頓 飾 諾嘉絲（Knotgrass）
- 蕾絲莉·蔓薇爾 飾 費莉桃（Flittle）
- 茱諾·坦普飾 菲素蕙（Thistlewit）
- 哈里斯·迪金森 飾 菲利普王子（英语：List of Disney's Sleeping Beauty characters#Prince Phillip）（Prince Phillip）
- 詹·穆瑞 飾 基爾達（Gerda）
- 大衛·蓋亞西 飾 波西瓦里（Percival）
- 羅伯特·林德森（英语：Robert Lindsay (actor)） 飾 約翰王（King John）
- 瓦威克·戴維斯[5] 飾 馬屁精（Lickspittle）
- 約翰·卡維[6] 飾 森林戰士費（Jungle Warrior Fey）
- 佛萊迪·懷斯（Freddie Wise）[7] 飾 青年農民

## 製作

### 發展
2014年6月3日，在前作《黑魔女：沉睡魔咒》上映後，主演安祖蓮娜·祖莉暗示可能會有續集。2015年6月15日，华特迪士尼影片宣布續集計畫已在進行中，且琳達·沃爾夫頓將回歸執筆劇本。雖然當時裘莉是否回歸仍是未知數，但劇組有意請她一起編寫劇本。與此同時，根據報導，前作的製片人喬·羅斯也將回歸。2016年4月25日，迪士尼正式確認裘莉將繼續主演續集。2017年8月29日，據報導，傑茲·巴特沃思受聘重寫沃爾夫頓的劇本，而羅斯回歸的消息也獲得確認。2017年9月，裘莉表示，他們「正持續進行編劇作業，續集將會相當強而有力」。2017年10月3日，喬奇姆·羅寧獲選執導該片。

### 選角
2018年4月，艾德·斯克林獲選飾演《黑魔女2》的重要反派，艾麗·芬寧回歸詮釋愛洛公主。同時，蜜雪兒·菲佛也加入了劇組，飾演新繼任的王后。根據之後的消息，菲佛的角色是邪惡的繼母英格麗王后（Queen Ingrith）。2018年5月，由於時間安排問題，布蘭頓·思懷茲無法續演菲利普王子，改由哈里斯·迪金森接手。接著，詹·穆瑞、大衛·蓋亞西、奇維托·艾吉佛與羅伯特·林德森等人加入了演員陣容。山姆·萊利、伊美黛·史道頓、茱諾·坦普與蕾絲莉·蔓薇爾也回歸飾演他們在前作中的角色。2018年6月，茱蒂·夏孔尼加入劇組。

### 拍攝
該片的主體拍攝於2018年5月29日在英國松林製片廠開始，2018年8月24日殺青。

### 後期製作
該片的視覺效果由Moving Picture Company和Mill Film打造。

### 音樂
2019年5月22日，據《好萊塢報導》報導，該片的配樂將由傑夫·澤內利創作。

## 上映
2019年3月，電影定於2019年10月18日由華特迪士尼影業發行。此前，上映檔期曾定在2020年5月29日。

### 宣傳
2019年5月13日，該片的首支前導預告發布。同年7月8日，官方釋出正式預告。

## 迴響

### 評價
本片得到了兩極化的評價。爛番茄根據259條評論，持有40%的新鮮度，平均得分5.1／10，觀眾投票獲得高達89%的分數，平均得分為4.4／5。在Metacritic上，電影獲得43分。

### 票房
台灣方面，首週四天票房為新台幣5469萬元；次週票房累計至新台幣9673萬元；第三週票房累計至新台幣1.18億元；第四週票房累計至新台幣1.29億元；最終全台票房為新台幣1.37億元。
中国大陸方面，首周票房为1.6亿人民币，位居周票房季军。
| 上一届： 《小丑》      | 2019年美國週末票房冠軍 第42-43週 | 下一届： 《未來戰士：黑暗命運》 |
| 上一届： 《小丑》      | 2019年台北週末票房冠軍 第42週    | 下一届： 《雙子殺手》           |
| 上一届： 《JOKER小丑》 | 2019年香港一週票房冠軍 第43週    | 下一届： 《未來戰士：黑暗命運》 |

## 外部連結
- 互联网电影数据库（IMDb）上《黑魔女2》的资料（英文）
- Box Office Mojo上《黑魔女2》的資料（英文）
- Metacritic上《黑魔女2》的資料（英文）
- 爛番茄上《黑魔女2》的資料（英文）
- AllMovie上《黑魔女2》的资料（英文）
- 開眼電影網上《黑魔女2》的資料（繁體中文）
- 时光网上《黑魔女2》的資料（简体中文）
- 豆瓣电影上《黑魔女2》的資料 （简体中文）